# Seis Naciones Femenino 2014
El Seis Naciones Femenino de 2014 fue la decimonovena edición del principal torneo de rugby femenino europeo.

## Participantes
- Escocia
- Francia
- Gales
- Inglaterra
- Irlanda
- Italia

## Clasificación
| Pos. | País       | Partidos | Partidos | Partidos  | Partidos | Anotación | Anotación | Anotación  | Puntos |
| Pos. | País       | Jugados  | Ganados  | Empatados | Perdidos | A favor   | En contra | Diferencia | Puntos |
| ---- | ---------- | -------- | -------- | --------- | -------- | --------- | --------- | ---------- | ------ |
| 1    | Francia    | 5        | 5        | 0         | 0        | 162       | 21        | +141       | 10     |
| 2    | Inglaterra | 5        | 4        | 0         | 1        | 145       | 31        | +114       | 8      |
| 3    | Irlanda    | 5        | 3        | 0         | 2        | 137       | 42        | +95        | 6      |
| 4    | Italia     | 5        | 2        | 0         | 3        | 57        | 108       | -51        | 4      |
| 5    | Gales      | 5        | 1        | 0         | 4        | 45        | 88        | -43        | 2      |
| 6    | Escocia    | 5        | 0        | 0         | 5        | 5         | 261       | -256       | 0      |

## Resultados
| 31 de enero | Irlanda | 59 - 0 | Escocia |  |  |

| 1 de febrero | Francia | 18 - 6 | Inglaterra |  |  |

| 2 de febrero | Gales | 11 - 12 | Italia |  |  |

| 7 de febrero | Irlanda | 14 - 6 | Gales |  |  |

| 8 de febrero | Francia | 29 - 0 | Italia |  |  |

| 9 de febrero | Escocia | 0 - 63 | Inglaterra |  |  |

| 22 de febrero | Inglaterra | 17 - 10 | Irlanda |  |  |

| 23 de febrero | Italia | 45 - 5 | Escocia |  |  |

| 23 de febrero | Gales | 0 - 27 | Francia |  |  |

| 7 de marzo | Inglaterra | 35 - 3 | Gales |  |  |

| 8 de marzo | Irlanda | 39 - 0 | Italia |  |  |

| 9 de marzo | Escocia | 0 - 69 | Francia |  |  |

| 14 de marzo | Francia | 19 - 15 | Irlanda |  |  |

| 16 de marzo | Italia | 0 - 24 | Inglaterra |  |  |

| 16 de marzo | Gales | 25 - 0 | Escocia |  |  |

| Bandera de Francia |
| Campeón Francia    |
| Cuarto título      |